# Sclerophylax kurtzii
Sclerophylax kurtzii är en potatisväxtart som beskrevs av Fulvio. Sclerophylax kurtzii ingår i släktet Sclerophylax och familjen potatisväxter. Inga underarter finns listade i Catalogue of Life.